# Майзульс, Михаил Романович
Михаил Романович Майзульс (род. 9 июля 1982, Москва) — российский историк-медиевист. Кандидат исторических наук. Сферы научных интересов: религиозная и культурная история западноевропейского Средневековья, средневековая иконография, визуальная антропология, католическая и православная демонология, визионерские тексты и практики.

## Биография и научная деятельность
Окончил Российско-французский центр исторической антропологии им. Марка Блока РГГУ (2004), Французский университетский колледж при МГУ (2004) и Высшую школу социальных исследований (EHESS) в Париже (2005; диплом DEA по средневековой истории).
В 2007—2014 — преподаватель ЦМБ РГГУ, где читал курсы «Тенденции развития гуманитарного знания в ХХ — начале ХХI вв.», «Источниковедение истории западноевропейского средневековья», «История в контексте гуманитарных наук». Научный сотрудник Учебно-научного центра визуальных исследований Средневековья и Нового времени РГГУ. Преподаватель Российско-французского учебно-научного центра исторической антропологии им. М. Блока. В 2020 году защитил кандидатскую диссертацию «Иноверцы и еретики в западноевропейской иконографии ХII — ХV вв.: конструирование образа врага».
Лауреат премии «Просветитель-2018» за книгу «Страдающее Средневековье» (2018, совместно с соавторами С. О. Зотовым и Дильшат Харман). В 2020—2022 годах ведёт рубрику о средневековье на YouTube-канале «#ещёнепознер».
Лауреат премии «Просветитель-2022» за книгу «Воображаемый враг. Иноверцы в средневековой иконографии». На 2022 год Михаил Майзульс — единственный автор, получивший премию «Просветитель» дважды.

## Книги
Книга «Демоны и грешники в древнерусской иконографии: семиотика образа» написана в соавторстве с историком Д. И. Антоновым в 2011 году. В 2013 году те же соавторы написали её логическое продолжение под названием «Анатомия ада. Путеводитель по древнерусской визуальной демонологии», выдержавшее три переиздания.
Написанную в соавторстве с С. О. Зотовым и Д. Харман книгу «Страдающее Средневековье» Майзульс комментирует:

…кроме названия у паблика и книги мало общего. В какой-то момент издательство „АСТ“ предложило создателям „Страдающего Средневековья“ Юрию Сапрыкину и Константину Мефтахудинову сделать одноимённую книгу. Я с ними был немного знаком, и, когда Юрий позвал меня в проект, с радостью согласился. Моя идея была в том, чтобы переключить внимание читателей на подлинный контекст бытования всех этих иллюстраций. Естественно, в книге мы не могли рассказать обо всех изображениях сразу, поэтому у неё более узкий сюжет. (…) . Книга рассказывает, откуда взялись многие сюжеты христианской иконографии, которые в более позднее время были уже немыслимы; о том, как в Средневековье, которое воспринимается как эпоха тотальной — и это почти не преувеличение — религиозности, отношение к священному было подчас гибче, чем в более поздние времена.

В „Страдающем Средневековье“ нет сверхидеи, но есть сквозная тема — мы хотели показать, насколько христианская иконография была многолика, изменчива и изобретательна. Насколько сильно меняются от эпохи к эпохе представления о том, что допустимо, а что недопустимо в обращении с сакральными символами. И как в Средние века священное часто смыкалось со смешным, телесным и монструозным.
В 2019 году вышла книга «Мышеловка святого Иосифа. Как средневековый образ говорит со зрителем». По мнению рецензента, автор раскрывает для массового читателя наиболее интересную часть содержания научных работ по средневековой истории и изобразительному искусству и излагает собственное исследование интерпретаций. Книгу сопровождает большое число иллюстраций из коллекции, которую автор собирал в течение десятилетий.
В 2021 году вышла книга «Между Христом и Антихристом. «Поклонение волхвов» Иеронима Босха».